# روبرت تشارلز وينثروب
روبرت تشارلز وينثروب هو محامي وسياسي أمريكي، ولد في 12 مايو 1809 في بوسطن في الولايات المتحدة، وتوفي بنفس المكان في 16 نوفمبر 1894. نشط حزبياً في حزب اليمين.

## مناصب
- انتخب عضو مجلس الشيوخ الأمريكي [الإنجليزية]‏ عن دائرة Massachusetts Class 1 senate seat ‏ وقد انضم خلال فترته النيابية [الإنجليزية]‏ (30 يوليو 1850 – 1 فبراير 1851) للكتلة البرلمانية حزب الأحرار البريطاني.
- انتخب عضو مجلس النواب الأمريكي [الإنجليزية]‏ (29 نوفمبر 1842 – 30 يوليو 1850).
- انتخب الناطق باسم مجلس النواب الأمريكي (6 ديسمبر 1847 – 4 مارس 1849).
- انتخب عضو مجلس نواب ماساتشوستس ‏ (1835 – 1840).
- انتخب عضو مجلس النواب الأمريكي [الإنجليزية]‏.
- انتخب عضو مجلس الشيوخ الأمريكي [الإنجليزية]‏ (30 يوليو 1850 – 1 فبراير 1851).

## وصلات خارجية
- روبرت تشارلز وينثروب على موقع إن إن دي بي (الإنجليزية)